# Reprezentacja Niemieckiej Republiki Demokratycznej w piłce siatkowej kobiet
Reprezentacja Niemieckiej Republiki Demokratycznej w piłce siatkowej kobiet – narodowy zespół siatkarek Niemieckiej Republiki Demokratycznej. Reprezentował swój kraj w rozgrywkach międzynarodowych.

## Osiągnięcia

### Igrzyska Olimpijskie
2. miejsce - 1980

### Mistrzostwa Świata
4. miejsce - 1974, 1986

### Mistrzostwa Europy
1. miejsce - 1983, 1987
 2. miejsce - 1977, 1979, 1985, 1989
 3. miejsce - 1975

## Udział w międzynarodowych turniejach
| 1964 | Nie startowała | Nie startowała |
| 1968 | Nie startowała | Nie startowała |
| 1972 | Nie startowała | Nie startowała |
| 1976 | VI miejsce     | VI miejsce     |
| 1980 | II miejsce     | II miejsce     |
| 1984 | Nie startowała | Nie startowała |
| 1988 | V miejsce      | V miejsce      |

| Udział w mistrzostwach świata | Udział w mistrzostwach świata |
| Rok                           | Wynik                         |
| ----------------------------- | ----------------------------- |
| 1952                          | n/s                           |
| 1956                          | 7 miejsce                     |
| 1960                          | n/s                           |
| 1962                          | 7 miejsce                     |
| 1967                          | n/s                           |
| 1970                          | 10 miejsce                    |
| 1974                          | 4 miejsce                     |
| 1978                          | 8 miejsce                     |
| 1982                          | n/s                           |
| 1986                          | 4 miejsce                     |
| 1990                          | 12 miejsce                    |

| Udział w mistrzostwach Europy | Udział w mistrzostwach Europy |
| Rok                           | Wynik                         |
| ----------------------------- | ----------------------------- |
| 1949                          | n/s                           |
| 1950                          | n/s                           |
| 1951                          | n/s                           |
| 1955                          | n/s                           |
| 1958                          | 8 miejsce                     |
| 1963                          | 4 miejsce                     |
| 1967                          | 4 miejsce                     |
| 1971                          | 6 miejsce                     |
| 1975                          | 3 miejsce                     |
| 1977                          | 2 miejsce                     |
| 1979                          | 2 miejsce                     |
| 1981                          | 4 miejsce                     |
| 1983                          | 1 miejsce                     |
| 1985                          | 2 miejsce                     |
| 1987                          | 1 miejsce                     |
| 1989                          | 2 miejsce                     |

| Udział w Pucharze Świata | Udział w Pucharze Świata |
| Rok                      | Wynik                    |
| ------------------------ | ------------------------ |
| 1973                     | n/s                      |
| 1977                     | n/s                      |
| 1981                     | n/s                      |
| 1985                     | n/s                      |
| 1989                     | 6 miejsce                |